# Siccia tenebrosa
Siccia tenebrosa är en fjärilsart som beskrevs av Moore 1878. Siccia tenebrosa ingår i släktet Siccia och familjen björnspinnare. Inga underarter finns listade i Catalogue of Life.